# Silpancho
Le Sillp'anchu (mot quechua signifiant plat et mince) ou silpancho est un plat bolivien, plus précisément du département de Cochabamba.
Ce plat a une soixantaine d'années. Il est composé de riz, de pomme de terre, d'un morceau circulaire de viande de bœuf pané et frit (type escalope de Vienne) qui couvre l'assiette et un ou deux œufs. Ce plat est servi avec des pommes de terre bouillies puis frites et avec une salade d'oignons et des tomates.
À l'origine ce plat ne comporte ni riz ni œuf, Celia la Fuente Peredo (1928-2008), la créatrice du plat, est la première à ajouter ces ingrédients.
À Cochabamba des restaurants servent uniquement ce plat.
Celia la Fuente Peredo reçoit en 2000 la Médaille du Mérite de la société civil et en 2010 la médaille du bicentenaire dans la catégorie Distinción Alejo Calatayud et Mérito a la tradición social par le gouvernement de la Province de Cercado pour son apport à la gastronomie de Cochabamaba et bolivienne.

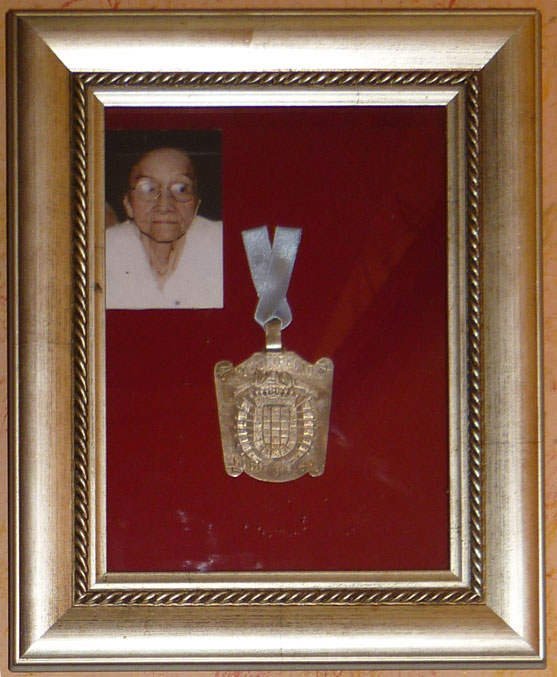
Médaille du mérite décernée à la créatrice du silpancho, Celia La Fuente Peredo.